# Tojad sudecki
Tojad sudecki (Aconitum plicatum) – gatunek rośliny należący do rodziny jaskrowatych. Endemit środkowoeuropejski. Występuje w Sudetach Wschodnich, Sudetach Zachodnich, Rudawach, na Szumawie, w Górach Izerskich, Górach Orlickich, Jesionikach, Žďárskich vrchach, Alpach Bawarskich i Alpach Salzburskich. W Polsce występuje w Karkonoszach, Masywie Śnieżnika i w Górach Bystrzyckich.

## Morfologia
ŁodygaWzniesiona, osiąga wysokość do 150 cm.
Liście5-dzielne, dłoniasto klapowane, łatki lancetowate.
KwiatyKwiatostan znajdujący się na górnej części łodygi składa się z grona. Hełm sierpowaty, niebieskofioletowy, nagi (czasem rzadko owłosiony). Pręciki owłosione. Słupki nagie..
OwocMieszek zawierający liczne drobne nasiona, oskrzydlone na jednej krawędzi.

## Biologia i ekologia
RozwójBylina, hemikryptofit. Kwitnie od lipca do września.
SiedliskoWystępuje w ziołoroślach górskich ze związku Adenostylion.

## Zagrożenia i ochrona
Gatunek umieszczony w Polskiej Czerwonej Księdze Roślin w kategorii VU (narażony). Tę samą kategorię posiada na polskiej czerwonej liście. Roślina objęta w Polsce ścisłą ochroną gatunkową.